# 29655 Yarimlee
29655 Yarimlee è un asteroide della fascia principale. Scoperto nel 1998, presenta un'orbita caratterizzata da un semiasse maggiore pari a 2,2456323 UA e da un'eccentricità di 0,0241979, inclinata di 2,38405° rispetto all'eclittica.